# Carl Bildt
Nils Daniel Carl Bildt (fil), född 15 juli 1949 i Halmstads församling, Hallands län, är en svensk politiker (moderat) och diplomat. Han var riksdagsledamot 1979–2001, partiledare för Moderata samlingspartiet 1986–1999, Sveriges statsminister 1991–1994 samt utrikesminister 2006–2014 i regeringen Reinfeldt.

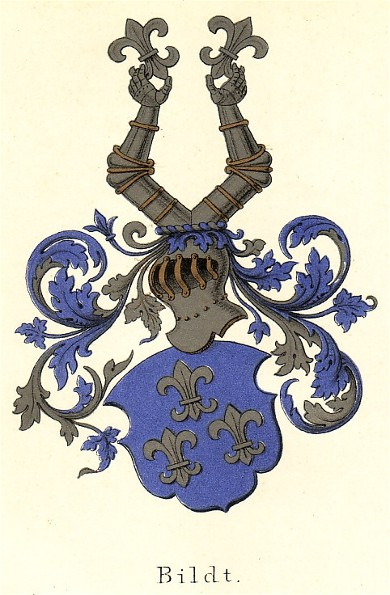
Ätten Bildts heraldiska vapen.

Bildt har varit medlare i Jugoslaviska krigen, som EU:s höga representant för Bosnien och Hercegovina, 1995–1997.

## Biografi
Carl Bildt föddes i Halmstad i Hallands län och växte upp där och senare på Östermalm i Stockholm. Han är son till byrådirektör Daniel Bildt (1920–2010) och förbundssekreterare Kerstin Andersson-Alwå. Hans enda syskon Nils Bildt föddes 1952. Bildt tillhör en uradlig ätt med rötter i norsk och dansk medeltid. Carl Bildt är sonson till överste Nils Bildt, sonsons son till general Knut Bildt och sonsons sonson till statsministern och riksmarskalken, friherre Gillis Bildt.
Bildt var gift 1974–1975 med Kerstin Zetterberg och 1984–1997 med Mia Bohman, dotter till den tidigare moderatledaren Gösta Bohman. Sedan den 18 oktober 1998 är han gift med Anna Maria Corazza Bildt. Han har tre barn: Gunnel (född 1989), Nils (född 1991) samt Gustaf (född 2004).
Bildt studerade under gymnasietiden på Östra Real i Stockholm. I samband med en landsomfattande lärarstrejk 1966 gjorde han sitt första TV-framträdande. Bildt, som var ordförande i skolans elevråd, bidrog till att elevledd undervisning kunde organiseras under delar av strejken. Bildt var under samma tid styrelseledamot i Sveriges Elevråds Centralorganisation (SECO).

## Politisk karriär
Bildt tog studentexamen 1968 på Östra Real och blev samma år medlem i Högerpartiet. Han gjorde värnplikt som handräckningsvärnpliktig personalassistent vid Försvarsstaben. Han studerade sedan vid Stockholms universitet där han var politisk sekreterare i föreningen Högerstudenterna och aktiv i studentkårspartiet Opposition '68. Han blev vice ordförande i Fria Moderata Studentförbundet 1971 och ordförande 1973. Bildt fullföljde aldrig sina universitetsstudier till en akademisk examen. Åren 1973–1976 var han redaktör för tidningen Svensk Linje.
Bildt var 1973–1976 även politisk sekreterare i Moderata samlingspartiet och arbetade nära partiledaren Gösta Bohman. Han nämndes redan vid denna tid som en möjlig blivande partiledare och deltog i arbetet med att forma programmet för den nya regeringen hösten 1976. Åren 1976–1978 var han regeringens sakkunnige i frågor för samordningsuppgifter och 1979–1981 statssekreterare i regeringens samordningskanslier. I riksdagen var Bildt sitt partis utrikes- och säkerhetspolitiska expert.
Under en resa till USA 1983 kom Bildt att diskutera säkerhetspolitiska frågor med bland andra företrädare för CIA. Detta ledde till hård kritik från statsminister Olof Palme eftersom Sverige var involverat i en diplomatisk notväxling med Sovjetunionen angående den dåvarande Ubåtsskyddskommissionens slutsatser. Bildt ansåg att hans handlande var korrekt och försvarade sitt agerande med stöd av sitt parti. Händelsen fick stor publicitet och medförde att Bildt för första gången hamnade i offentlighetens ljus.

### Första partiledartiden, 1986–1991
Bildt utnämndes till partiledare för Moderata samlingspartiet 1986. Under den första tiden som partiledare var han ifrågasatt och i sitt första val, 1988, åtnjöt han inte något större förtroende, men Moderaterna förblev största borgerliga parti. Under oppositionsåren 1986 till 1991 var han även Moderaternas gruppledare i riksdagen. Mot slutet av partiledartiden blev han dock populär och ansågs, av såväl meningsmotståndare som partikamrater, vara en skicklig strateg.

### Ämbetstiden som Sveriges statsminister 1991–1994
Bildt kunde i oktober 1991 bilda en fyrpartiregering tillsammans med Centerpartiet, Folkpartiet och Kristdemokraterna. Regeringen liberaliserade regelverk, sålde statliga företag, inledde och slutförde förhandlingarna om Sveriges medlemskap i Europeiska unionen och startade byggandet av Öresundsbron. Bildt var själv ordförande i den it-kommission, som regeringen bildade för att stimulera den nya informationstekniken.
Den ekonomiska krisen i början av 1990-talet, som till största del berodde på avskaffade kreditmarknadsregler för bostadsmarknaden, vållade svåra problem. Hösten 1992 förhandlade regeringen Bildt fram flera krispaket tillsammans med det största oppositionspartiet, Socialdemokraterna, men trots detta tvingades man att överge den fasta kronkursen. Efter det borgerliga valnederlaget 1994 avgick hans regering.
Bildt har tagit initiativ till flera IT-satsningar som har varit viktiga för digitaliseringen av Sverige. Som statsminister 1994 skickade han ett historiskt mejl till USA:s president Bill Clinton. Detta var första gången som två regeringschefer skrev e-post till varandra. Samma år var Bildt även initiativtagare till IT-kommissionen samt till starten för KK-stiftelsen, som hade i uppdrag att sprida tekniken i skolan.
Bildt verkade energiskt för svensk anslutning till EU, och undertecknade vid det europeiska toppmötet på Korfu i Grekland den 23 juni 1994 fördraget om Sveriges anslutning till Europeiska unionen. Hans utrikespolitiska erfarenhet ledde senare fram till prestigefyllda internationella uppdrag.
Bildt avslutade sin tid som Sveriges statsminister 7 oktober 1994 och efterträddes av Ingvar Carlsson (S).

### Sista partiledaråren, 1994–1999
Efter valnederlaget 1994 arbetade Bildt internationellt som EU:s medlare samtidigt som han stannade kvar på sin post som Moderaternas partiledare. Partiledarskapet sköttes i praktiken av bland andra förste vice partiledaren tillika gruppledaren i riksdagen Lars Tobisson, partisekreteraren Gunnar Hökmark och andra vice partiledaren Gun Hellsvik. Under valrörelsen 1998 tryckte Bildt tungt på IT-frågor. Han lanserade parollen "Bredband åt alla", en parafras på 1970-talets slagord "Ropen skalla, daghem åt alla". Efter ytterligare ett nederlag i valet 1998 avgick Bildt som partiledare i augusti 1999. Han efterträddes av den tidigare skatteministern Bo Lundgren.

### Internationella uppdrag
I juni 1995 utsågs han till EU:s medlare i jugoslaviska krigen och delade i den egenskapen ordförandeskapet i fredskonferensen för Bosnien-Hercegovina på flygbasen Wright-Patterson i Dayton, Ohio den 1–21 november 1995 som ledde till Daytonavtalet (hans med-ordförande var Richard Holbrooke som representerade USA och Igor Ivanov från Ryssland). 
Efter fredsavtalets formella undertecknande i Paris den 14 december 1995 utsågs Bildt till den förste innehavaren av posten som hög representant, High Representative, och chef för Office of the High Representative, den internationella myndighet som inrättades i Bosnien och Hercegovina för att leda det politiska och civila genomförandet av avtalet. Han återkom 1997 till Sverige för att driva valrörelse 1998, men då de borgerliga inte lyckades återta regeringsmakten avgick han som partiordförande i augusti 1999. Han hade då utsetts till FN:s generalsekreterare Kofi Annans särskilda ombud (special representative) på Balkan och fortsatte i den befattningen till och med 2001. I egenskap av internationell diplomat blev han erbjuden att hålla The Tanner Lecture on Human Values, vilken han gav vid Cambridge University i mars 2005: Peace after War: our Experience, där han presenterade sju ”läxor” om hur man bygger upp en stat efter en väpnad konflikt. År 1998 utkom han med en bok om sina erfarenheter i Balkan: Peace Journey: The Struggle for Peace in Bosnia.
Carl Bildt har kritiserats för sin roll som medlare i Bosnienkriget. Bland annat har han som statsminister anklagats för likgiltighet inför den etniska rensning och folkmord som begåtts av bosnienserbiska styrkor mot muslimska och kroatiska civila. Bildt motsatte sig varje militär intervention och kritiserade den tidigare brittiska premiärministern Margaret Thatcher år 1993 för att hon krävde Nato-ingripande mot de bosnienserbiska styrkorna. Sunday Times kallade Bildts och andra EU-ledares handfallenhet inför det pågående folkmordet för "skamligt".
Efter Bildts utnämning till EU:s särskilda sändebud till Jugoslavien riktade Tom Warrick från Coalition for International Justice skarp kritik mot Bildt som beskrevs som "farligt felunderrättad om sin egen arbetsbeskrivning" och i stort sett okunnig om regionen. The New York Times kritiserade Bildt för en nonchalant inställning till massakern i Srebrenica där över 8 000 bosniaker dödades, och beskrev honom som att vara belastad med ett rykte om att acceptera serbiska påståenden om gott uppförande utan bevis och se mellan fingrarna gällande angrepp mot civila. Flera länder kritiserade Bildt för att ha varit ineffektiv och alltför nära knuten till serberna i Bosnien och Serbien. Brittiske historikern Marko Attila Hoare anklagade Bildt för att ha tonat ner antalet dödsoffer för massakern i Srebrenica och ignorerat serbiska krigsbrott. Bildt kritiserades också för att inte ha nämnt massakern i Srebrenica under ett lunchmöte den 15 juli 1995 i Belgrad med den serbiske presidenten Slobodan Milošević och befälhavaren för den bosnienserbiska armén, Ratko Mladić, trots att han hade fått rapporter om den pågående massakern.
Efter den förtida frigivningen av krigsförbrytaren Biljana Plavšić från svenskt fängelse under 2009 anmäldes Bildt till konstitutionsutskottet för att vara jävig. Bildt anklagades för att vara personligen involverad i fallet och att ha personliga band till Plavšić. Bildt vittnade på Plavšićs rättegång år 2002 i Haag och berömde då hennes efterkrigsinsatser som "modiga".
Bildt har sedan medlaruppdraget i Bosnien och Hercegovina haft olika internationella uppdrag för bland annat ESA (Europeiska rymdorganisationen), Europakommissionen och ICANN. Förutom uppdrag i olika företagsstyrelser är han bland annat styrelseledamot i International Institute for Strategic Studies i London, European Policy Center i Bryssel, Apen Italia i Rom, Centre for European Reform i London och Rand Corporation i Arlington County i Virginia och Santa Monica. Han var även ordförande för International Democrat Union 1992–1999.
Bildt är medlem i Trilateral Commission (grundad av David Rockefeller), tillsammans med bland andra Urban Ahlin och Marcus Wallenberg. Han är hedersdoktor vid University of St. Andrews i Skottland, där han är medlem av rådet för Center for the study of Terrorism and Political Violence. Han har också ett långvarigt engagemang i det slutna elitsällskapet Bilderberggruppen och deltog 1992, 1993, 1996, 1997, 1999, 2000, 2006, 2007, 2008 2009, 2010, 2013 och 2014.
Han har även mottagit många dekorationer och hedersutmärkelser från flera länder.
Bildt var även programledare för TV-programmet Middag med Bildt som visades i TV8 2004–2005.

### Ämbetstiden som Sveriges utrikesminister

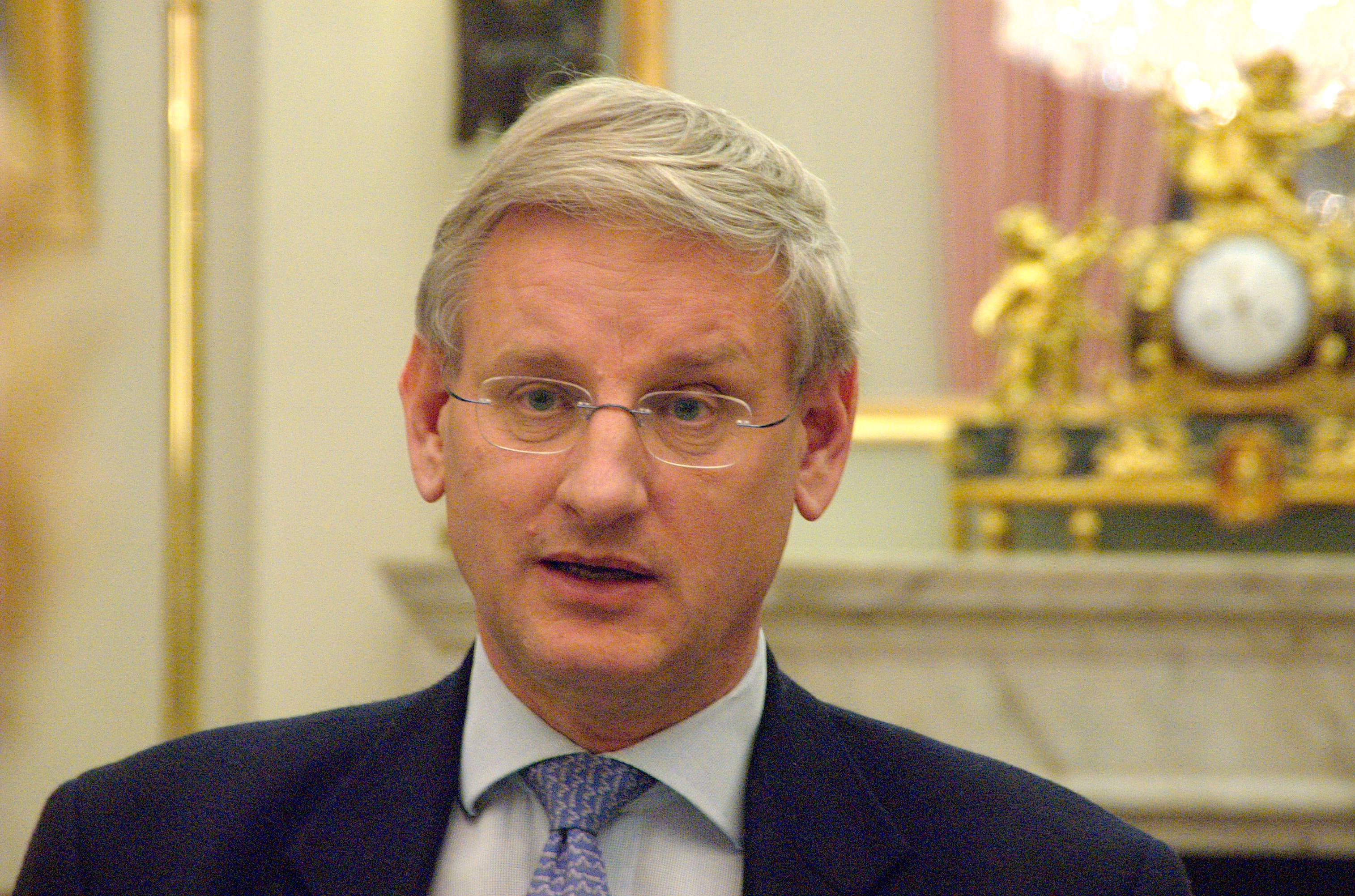
Carl Bildt som utrikesminister, januari 2008.

Bildt inträdde i regeringen Reinfeldt som utrikesminister den 6 oktober 2006. Han har kritiserats av oppositionen, som menat att Bildts handlande som utrikesminister skulle styras av hans privata affärsintressen, intressen i Ryssland och Sudan via aktier och optioner i företagen Lundin Petroleum och Vostok Nafta. Bildt har tillbakavisat kritiken och har även sålt sina aktier i företagen. Optionsinnehavet i Vostok Nafta medförde att han blev KU-anmäld. Bildt har också kritiserats för sin medverkan i styrelsen för Committee for the Liberation of Iraq, en internationell organisation som förespråkade invasionen av Irak 2003.
Bildt har stöttat Israels självständighet och rätt att försvara sig mot angrepp, samtidigt som han har kritiserat landets ockupations- och bosättningspolitik och försvarat palestiniernas rätt till ett internationellt erkänt hemland. Han har också upprepade gånger framfört att isoleringspolitiken mot Gazaremsan måste brytas så att området kan överleva på handel och normal affärsverksamhet i stället för bistånd. Han har fördömt både palestinska raketangrepp mot Israel från Gaza samt israeliska bombningar av Gazas civila näringsliv och det israeliska förbudet mot civil import till området.

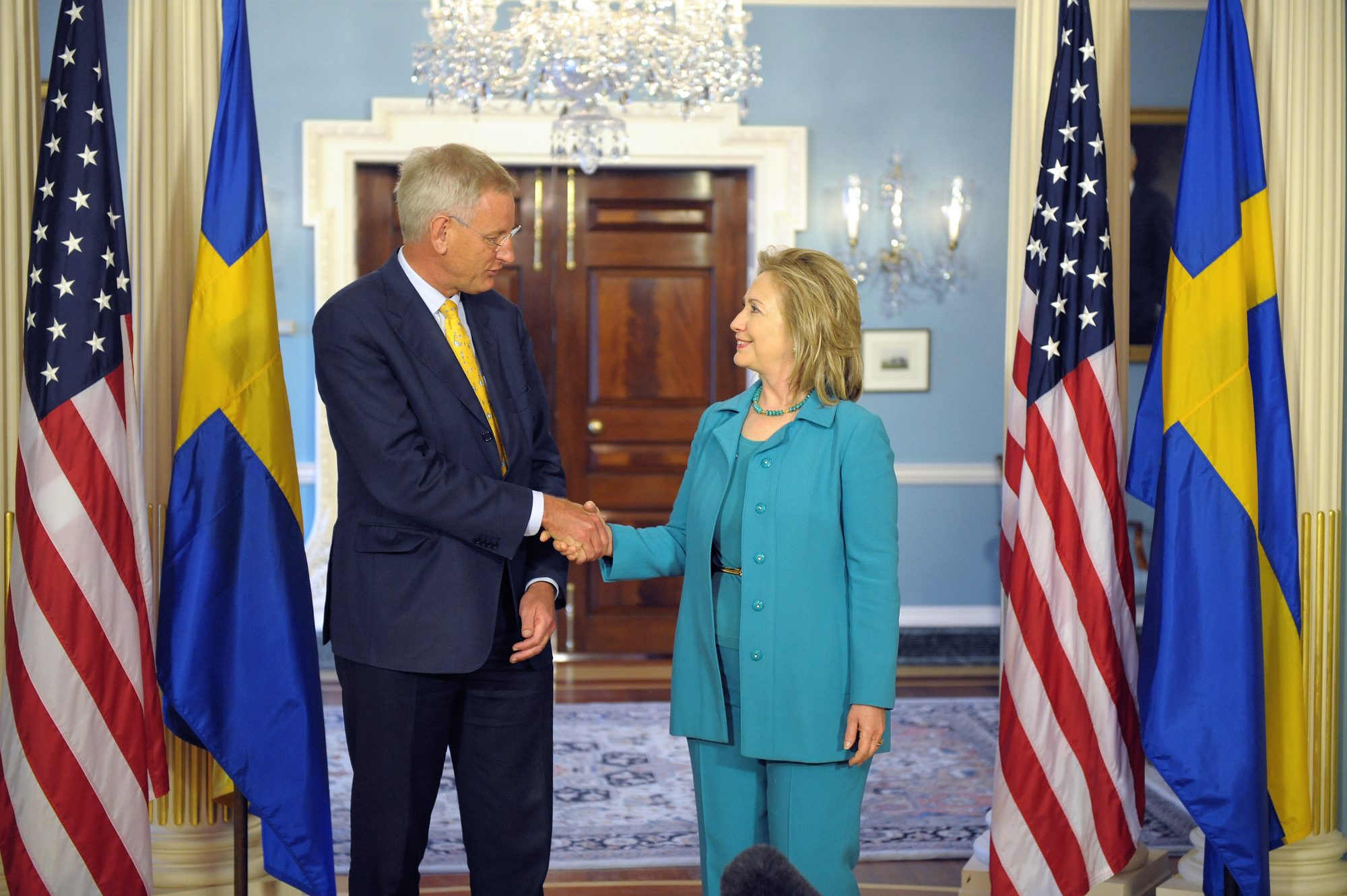
Bildt vid ett möte med Hillary Clinton, 2011.

Under Bildts tid som utrikesminister har Sverige stått som värd för en FN-konferens om Iraks återuppbyggnad. Under hans ledning har departementet också beslutat att upprätta ambassader i Afghanistan och Vitryssland för att Sverige skall kunna följa den inrikes- och säkerhetspolitiska utvecklingen inom dessa länder. Han har kritiserat kränkningar av mänskliga rättigheter i länder som Ryssland, Iran, Kina och Kuba. Bildt har kritiserat den ryska invasionen av Georgien samt dess annekteringar av Abchazien och Sydossetien. Bildts kritik av Ryssland föranledde de ryska ledarna att ställa in möten med Bildt och andra svenska representanter. Sverige har beslutat att delta i FN-insatser i Tchad och Centralafrikanska republiken. Man har även beslutat om svensk militär insats i Darfur.
Inom Europa- och säkerhetspolitik har utrikesministern förespråkat europeisk enighet samt kärnvapennedrustning och rustningskontroll. I riksdagen har han betonat vikten av att inte lämna över hotet från kärnvapen till efterkommande generationer. Utrikesdepartementet har även beslutat att erkänna republiken Kosovo trots protester från Serbien och Ryssland.

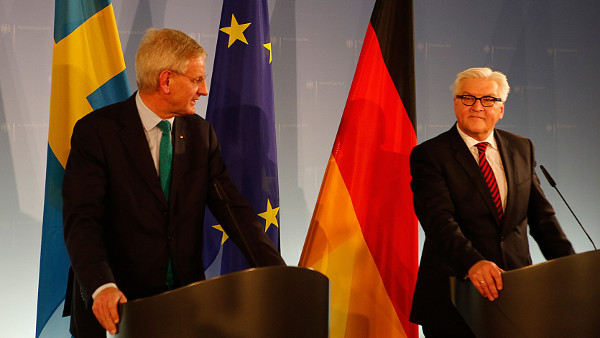
Bildt med Tysklands dåvarande utrikesminister Frank-Walter Steinmeier, 2014.

I juli 2009 beslöts det att ambassaden i Sri Lanka samt generalkonsulaten i Kaliningrad, Kanton, Los Angeles och New York skulle läggas ner. Särskilt förslaget rörande generalkonsulatet i New York möttes av kritik. Samtidigt förordnades förre Bildtmedarbetaren Peter Egardt som utredare med direktiv att lägga fram förslag om reformer inom utrikesförvaltningen, särskilt för struktur och kompetensförsörjning samt samverkan i och utanför regeringskansliet.
Under sin tid som utrikesminister kritiserade Bildt offentligt Egyptens svar på landsomfattande demonstrationer och uttryckte sig följande: "Jag är förfärad över det stora dödstalet under demonstrationerna i Egypten. Säkerhetsstyrkorna kan inte undkomma ansvar" vilket resulterade i en strid mellan Bildt och Egyptens ambassadör i Sverige. Bildt har även hårt kritiserat Ryssland antihomolagar och den förföljelse och misshandel som pågår av homosexuella i Ryssland för vilket han fick mothugg från den ryska ambassaden. Bildt hyllades av HBT-rörelser efter kritiken.
Efter riksdagsvalet 2014, som den borgerliga regeringen förlorade, efterträddes han på posten av socialdemokraten Margot Wallström.

### Tiden efter regeringen Reinfeldt
I november 2014 blev Bildt styrelseledamot i International Crisis Group i Bryssel.
Bildt nämndes efter Anna Kinberg Batras avgång som partiordförande för Moderaterna i augusti 2017 som en möjlig efterträdare till henne, men tackade nej till att kandidera.
Han förekom även i diskussioner om potentiella utrikesministrar i en högerregering efter riksdagsvalet 2022, något han inte visade intresse för.
Bildt sitter som ledamot i styrelsen för den amerikanska stiftelsen och tankesmedjan Rand Corporation som verkar för välfärd och säkerhet. samt sitter i styrelsen för tankesmedjan European Council on Foreign Relations och är vice ordförande i lobbykoncernen Kreab Worldwides styrelse

## Kontroverser och kritik

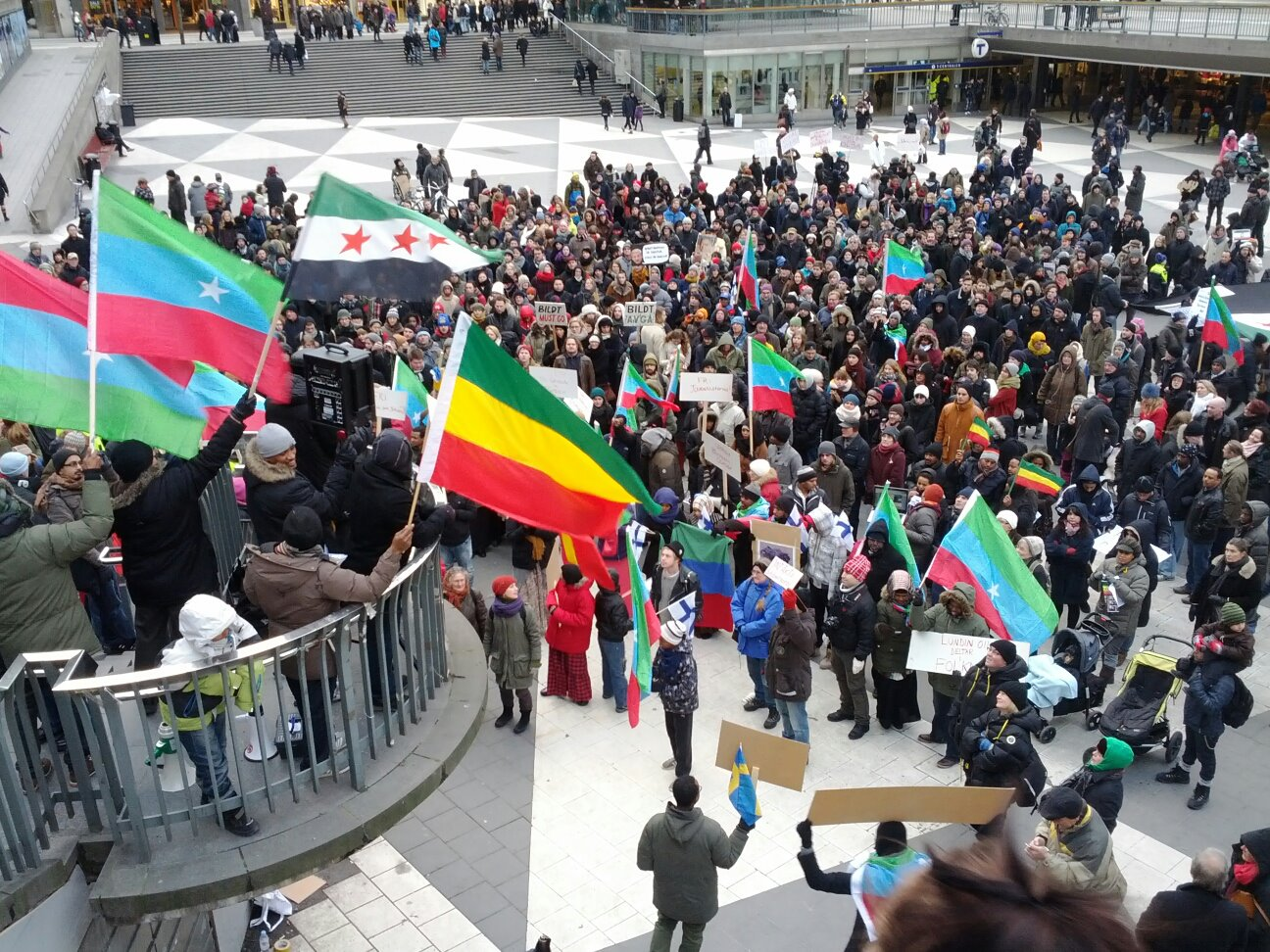
Demonstration mot Carl Bildt och Lundin Oil på Sergels torg. Stockholm 14 januari 2012.

Oppositionspartier, borgerliga politiker och politiska kommentatorer har ifrågasatt Carl Bildts lämplighet som Sveriges utrikesminister på grund av hans hållning i internationella frågor liksom hans privata affärsintressen i den ryska gasjätten Gazprom och Lundin Petroleum, ett oljeföretag med verksamhet i det krigshärjade Sudan.

### Lundin Oil
Carl Bildt gick med i styrelsen för Lundin Oil AB år 2000, efter anklagelser om att oljeföretagen förvärrat kriget i Sudan. Lundin Oil var den ledande operatören av ett konsortium som arbetade i ett område i centrum för Sudans inbördeskrig. Trots att anklagelserna bekräftats av särskilda FN-rapportörer och den kanadensiska regeringens utredning, lyckades Bildt överleva den offentliga kontroversen i Sverige, och Lundin Oil kunde fortsätta bedriva verksamhet i Sudan. I juni 2010 offentliggjorde European Coalition on Oil in Sudan ECOS rapporten ”Unpaid debt”, där Lundin pekas ut som delaktigt i krigsförbrytelser och brott mot mänskligheten. Företaget förnekade brott, men efter att ha studerat rapporten, öppnade den svenska åklagarmyndigheten en brottsutredning. Efter åklagarens beslut krävde flera riksdagsledamöter att Bildt skulle avgå, något han vägrade att göra. Av en undersökning av Bildts retoriska strategi under denna tid framgår att han framför allt ifrågasätter journalisters fakta eller definitioner, vilket innebär att journalister sällan får möjlighet under intervjuer att ifrågasätta lämpligheten i det Bildt gjort.

### Privat aktieinnehav
Efter att ha avgått som ledare för Moderaterna 1999 engagerade sig Bildt i flera uppdrag inom näringslivet samt i internationella tankesmedjor. Till den senare kategorin hör medlemskap i styrelsen för tankesmedjan Rand Corporation, som står nära det amerikanska försvaret. Han var också medlem i styrelsen för European Policy Center (Bryssel) samt International Institute for Strategic Studies (London) och International Advisory Board of the Council on Foreign Affairs (New York). Han satt också i styrelsen för det amerikanska investmentbolaget Legg Mason, som bland annat investerat i försvarsindustrin.
År 2002 gick Bildt med i styrelsen för Vostok Nafta, ett investmentbolag med innehav i första hand i statliga ryska gasbolaget Gazprom. Bildt var också styrelsemedlem i oljebolaget Lundin Petroleum och medlem i fondförvaltaren East Capitals rådgivningskommitté. Han lämnade dessa uppdrag i samband med att han blev utrikesminister i oktober 2006.
Bildt har kritiserats för intressekonflikter på grund av hans tidigare position i Vostok Nafta och hans aktieinnehav i företaget. Gazprom är det företag som byggde den omstridda naturgasledningen mellan Ryssland och Tyskland som går förbi Gotland, ett bygge som godkändes av den svenska regeringen. Denna intressekonflikt ansågs också kunna påverka relationerna mellan Sverige och andra EU-länder samt Ryssland, då många EU-länder var beroende av rysk olja och gas för sina energibehov. Det har också kommit fram, att svenska staten satsat nära en miljard svenska kronor (140 miljoner US-dollar) i Vostok Nafta via de svenska AP-fonderna. Bildts aktieinnehav i Vostok Nafta KU-anmäldes av Miljöpartiets Ulf Holm i oktober 2006. Två månader senare – i december 2006 – avyttrade utrikesministern sitt aktieinnehav i Vostok Nafta.
Carl Söderbergh, generalsekreterare för svenska sektionen av Amnesty International, kritiserade också utrikesministerns intressen i ryska gasjätten Gazprom, på grund av Rysslands människorättsproblematik, som är en fråga för svensk utrikespolitik. Men kritiken avtog efter att Bildt meddelat sina avsikter, att avyttra alla finansiella band med bolaget, så snart som möjligt. Konstitutionsutskottet kunde inte finna någon grund för att ifrågasätta Bildts verksamhet i dessa avseenden.

### Turkiet
Bildt var som utrikesminister år 2007 en aktiv supporter för Turkiets EU-medlemskapsansökan. Han kallade Istanbul för "ett äkta centrum för Europeisk historia" och Turkiets grundare Kemal Ataturk för "otvetydigt den mest betydande europeiska revolutionären under 1900-talet". I en intervju sade Bildt att "det är ingen tvekan om att Turkiet är en del av Europa". Bildts kampanj för att utöka EU var kontroversiell i Europa.
Turkiets potentiella EU-medlemskap försvårades av att landet inte erkände EU-medlemmen Cypern liksom invändningar från Frankrikes president Nicolas Sarkozy.
I november 2013 kritiserades Bildt för att i en debattartikel i Dagens Industri ha skrivit att Turkiets premiärminister Recep Tayyip Erdoğan var "på rätt väg" mot bakgrund av att kurder förföljs samt oppositionella och journalister fängslas.

Karta över EU 28 år 2013: Östliga partnerskapet.

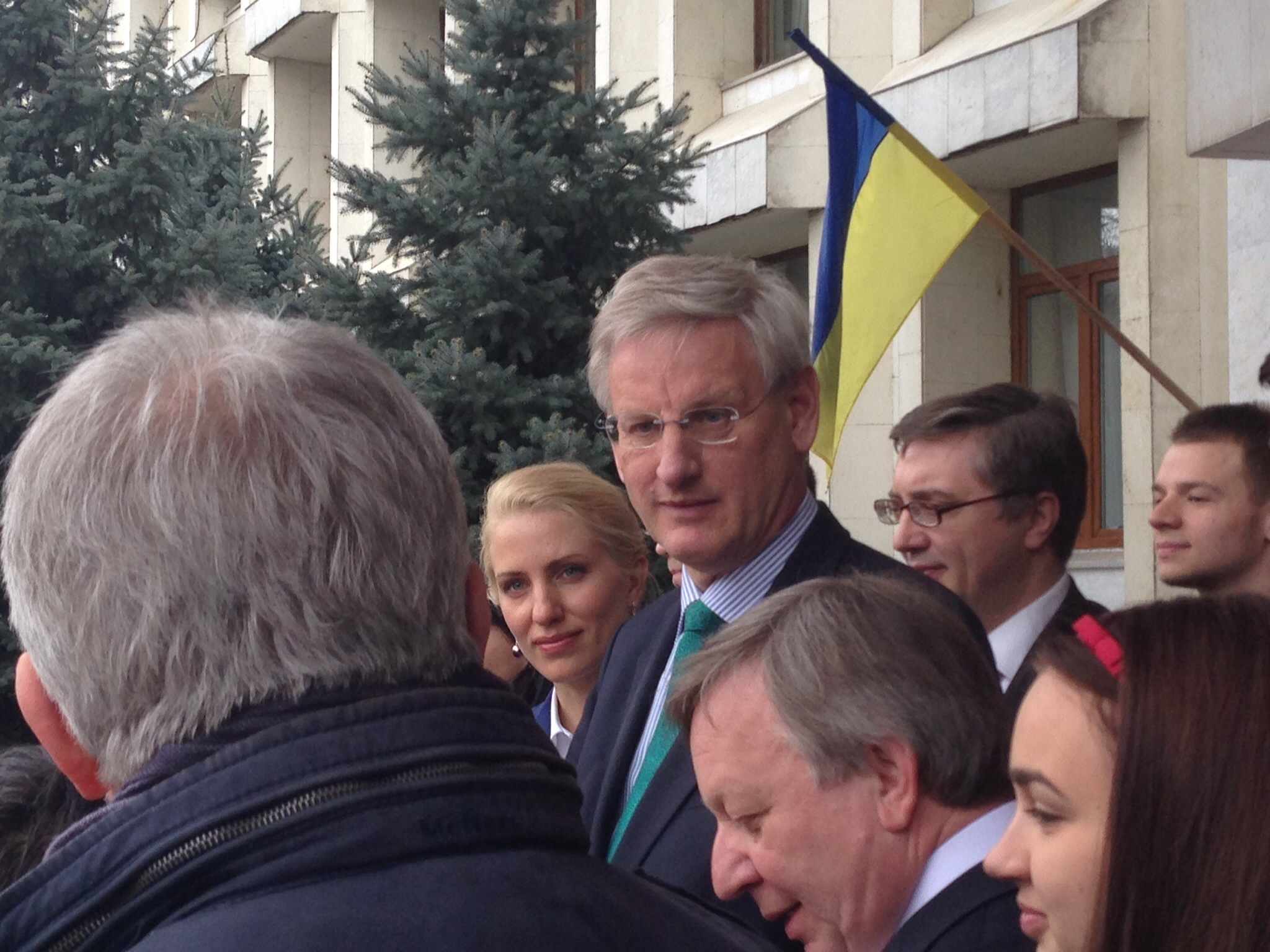
Bildt besöker den ukrainska huvudstaden Kiev den 11 april 2014.

### Ukraina
Bildt var tillsammans med Polens utrikesminister Radosław Sikorski en av huvudarkitekterna bakom EU:s östpolitik 2013.
Bildt gav sitt stöd för demonstrationen Euromajdan, som han även besökte under ett besök i Kiev 2013. 
Han uttalade stark kritik mot Ukrainas president Viktor Janukovitj, som han jämförde med den norske landsförrädaren Vidkun Quisling i ett offentligt meddelande på Twitter. Bildt skrev att Janukovitj "satt på främmande mark och tiggde en främmande armé att ge hans land till honom".

#### Efter regimskiftet
När ytterhögerpartiet Svoboda efter regimskiftet fick flera betydelsefulla ministerposter i regeringen Jatsenjuk, kritiserades Carl Bildt i riksdagen för att han inte tydligt tagit avstånd från Svoboda, Bildts svar på kritiken var att kritikerna spelar den ryska propagandan i händerna. Han uttalade att "Jag avstår från att beskriva det partiet. Vi accepterar den regering som har bildats, med många olika personer. Det är en rimlig och demokratisk regering och jag vill inte spela med i den ryska propagandan".

#### Efter Rysslands annektering av Krim
Efter Rysslands annektering av Krim uttalade sig Bildt för CNN i en intervju. Han ansåg att Putins mål inte bara var Krim, utan att erövra hela Ukraina. Bildt sade att "Krim är öppningsmatchen. Putin är inte främst intresserad av Krim, han är intresserad av Ukraina."
Bildt uttalade 2018 stark kritik mot västs, enligt honom, alltför undfallande hållning mot Ryssland, som hade beskjutit fartyg i Azovska sjön.

### Andra kontroverser
Bildt har också ifrågasatts för sin roll som medlem i Kommittén för befrielsen av Irak (CLI), en grupp med nära band till Bush-administrationen som verkade för invasionen av Irak 2003.
Efter det sydossetiska kriget 2008, skrev Bildt på sin blogg att det ryska agerandet hade vissa likheter med Nazitysklands annektering av Sudetlandet 1939. Den ryska reaktionen var stark, och det ryska utrikesministeriet meddelade att Bildt inte längre var välkommen i Moskva.

## Sociala medier
Carl Bildt twittrar både på svenska och engelska. På sitt internationella engelskspråkiga twitterkonto har han (i oktober 2018) drygt 665 000 följare. På sitt svenska twitterkonto har han (i oktober 2018) ca 90 000 följare. Carl Bildt driver också bloggen "Alla dessa dagar" med många följare.

## Ideella organisationer
- Center for European Policy Analysis (CEPA), medlem av International Leadership Council (sedan 2022)[70]
- Global Leadership Foundation, medlem (sedan 2016)
- Historians without Borders, ledamot av samordningskommittén (sedan 2016))[71]
- Atlantic Council, medlem av International Advisory Board[72]
- Berggruen Institute, medlem av Berggruen Network[73]
- Centre for European Reform (CER), ledamot av den rådgivande nämnden[74]
- Club de Madrid, medlem[75]
- European Council on Foreign Relations (ECFR), medordförande[76]
- Friends of Europe, ledamot av styrelsen[77]
- Globsec, ledamot av International Advisory Board[78]
- International Crisis Group (ICG), ledamot av styrelsen[79]
- International Institute for Strategic Studies (IISS), medlem av rådet
- Middle East Investment Initiative (MEII), ledamot av styrelsen[80]
- Munich Security Conference (MSC), medlem av det rådgivande rådet[81]
- RAND Corporation, ledamot av styrelsen[82]
- Stockholm Resilience Center (SRC), medlem av International Advisory  Board[83]
- Trilateral Commission, vice ordförande i den europeiska gruppen[84]
- Wallenbergstiftelserna, senior rådgivare[83]
- Wilfried Martens Centre for European Studies, medlem av styrelsen[85]
- Yalta European Strategy (YES), styrelseledamot[86]

## Utmärkelser

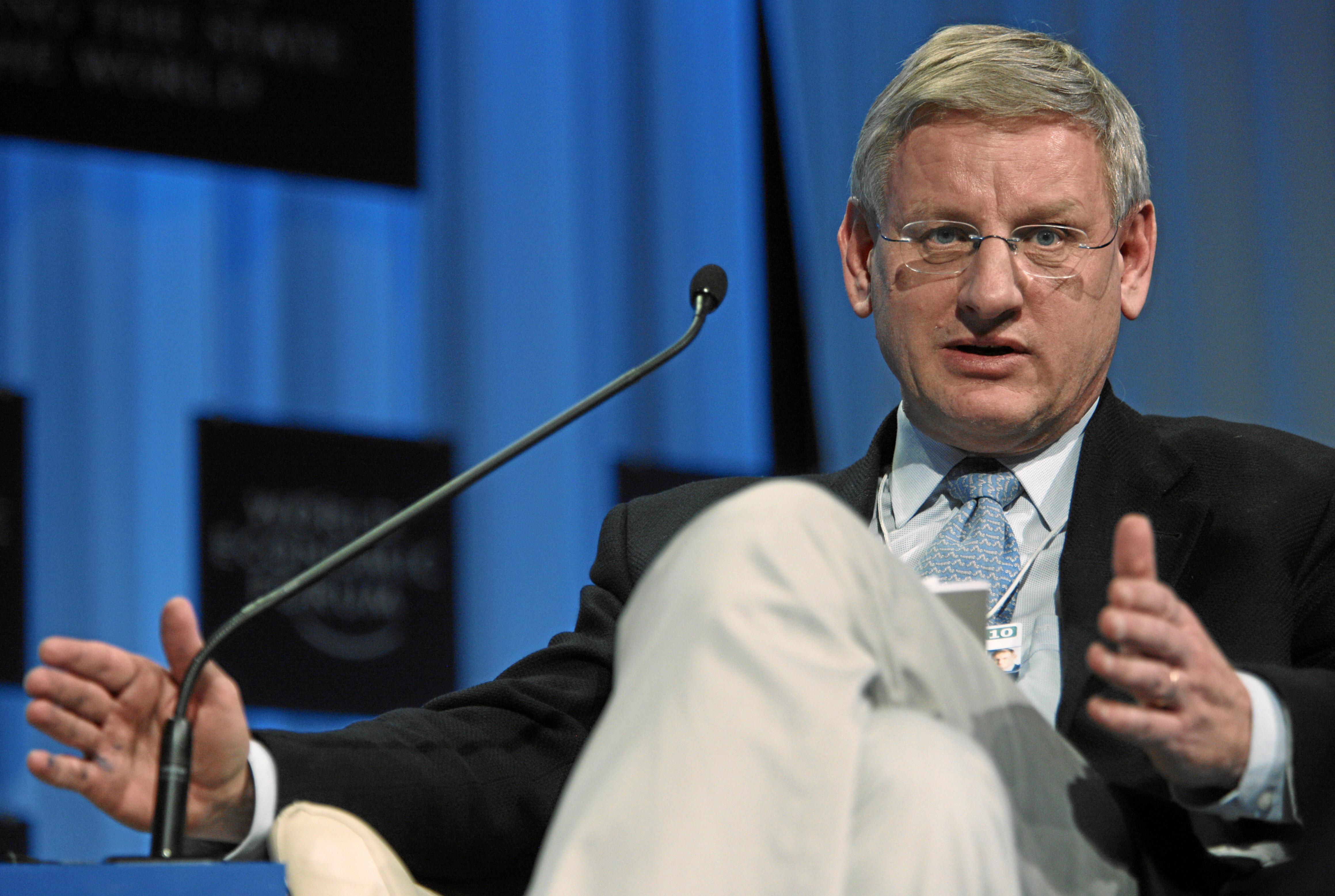
Carl Bildt samtalar i ämnet Rebuilding Peace and Stability in Afghanistan under World Economic Forum i Davos 2010.

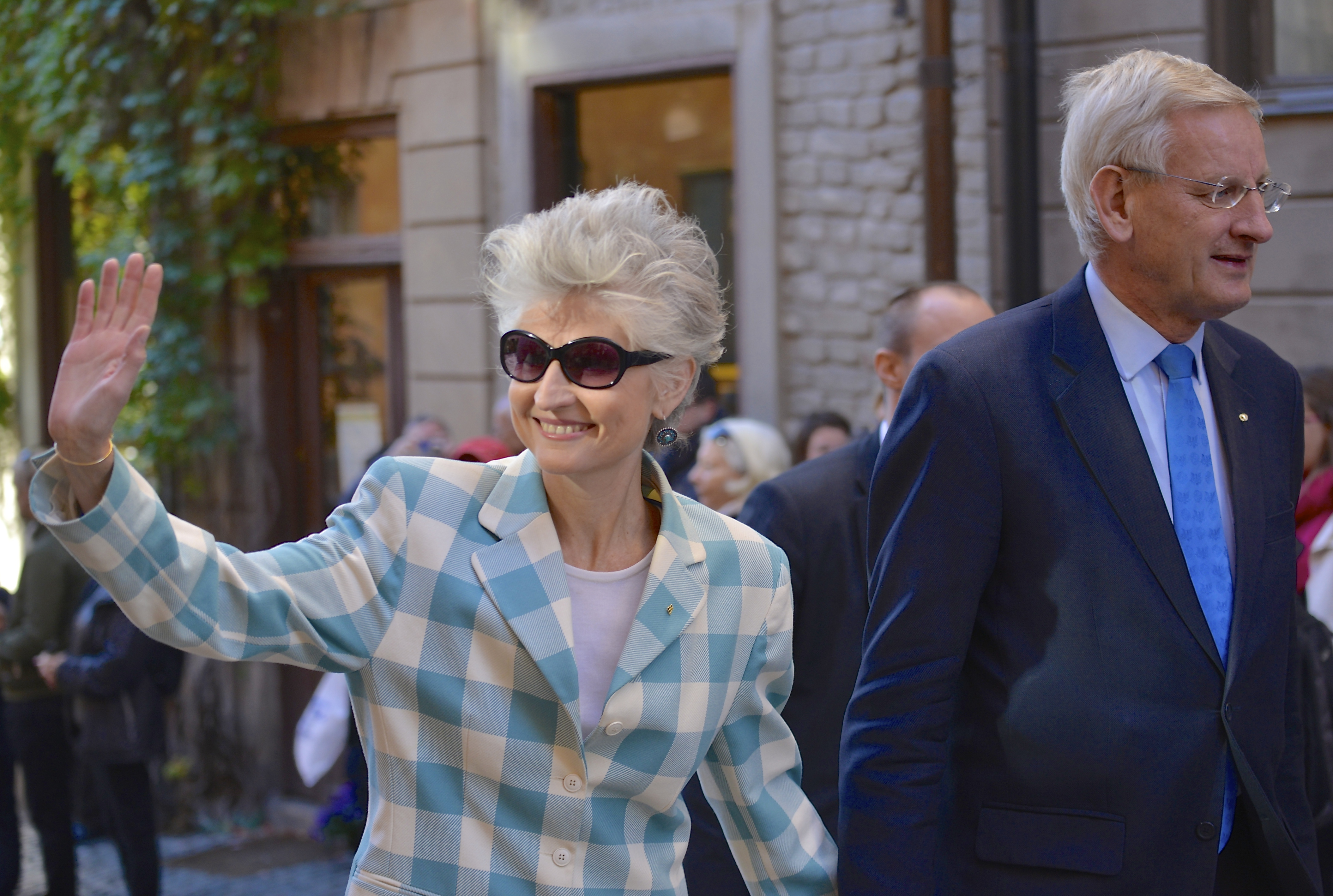
Anna Maria Corazza Bildt och Carl Bildt efter valrörelsen 2014.

- H.M. Konungens medalj i 12:e storleken med kedja, med motiveringen ”För en synnerligen framstående politikergärning”.[87]
- Storkors av Belgiska Kronorden
- Första klass av Estniska Terra Mariana-korsets orden, 27 juli 1996.[88]
- Första klass av Estniska Vita stjärnans orden, 13 maj 2016.[89]
- Storkors av Finlands Vita Ros' orden
- Storkors av Grekiska Fenixorden
- Storkors av Italienska republikens förtjänstorden, 24 mars 2009.[90]
- Storkors av Luxemburgs Ekkronans orden
- Storkors av Norska förtjänstorden (1 juli 1992)[91]
- Storkors av Förbundsrepubliken Tysklands förtjänstorden
- Storofficer av Lettlands Tre Stjärnors orden
- Kommendör av första klassen av Storbritanniska Sankt Mikaels och Sankt Georgsorden
- Kommendör av Franska Hederslegionen[92]

Bildt är ledamot av Kungliga Krigsvetenskapsakademien sedan 1989. Dessutom är Bildt, sedan 2023, hedersledamot av Studentafton.